# 한국대기환경학회
한국대기환경학회는 사회 일반의 이익에 공여하기 위하여 ‘공익법인의 설립ㆍ운영에관한 법률’에 따라, 대기환경의 질을 향상시키기 위한 학술 연구, 기술개발과 정보 교환, 그리고 회원 상호간의 친목 및 협조를 통하여 국가발전에 기여함을 목적으로 1983년 2월에 설립허가된 대한민국 미래창조과학부 소관의 사단법인이다. 사무실은 110-044 서울특별시 종로구 필운동 254번지, 신동아블루아 광화문의꿈 204호에 있다.

## 간행물
한국대기환경학회에서는 논문 투고와 심사를 하며, 학술대회, 행사에 관한 정보와 학회지검색이 가능하고 학술데이터베이스로 링크되어 검색이 가능하다.  

### 한국대기환경학회 학술대회논문집
한국대기환경학회가 발행하고 학술대회자료이며, 일년에 한번 발행주기를 가지고 있다.

### Asian Journal of Atmospheric Environment
한국대기환경학회, 일본대기환경학회, 중국대기환경학회가 공동발행하는 국제저널이다. SCOPUS에 등재되어 있으며, 한국연구재단 KCI의 등재학술지이다. p-ISSN: 1976-6912, e-ISSN: 2287-1160이며, 계간 발행을 하고있다. 

### 한국대기환경학회지
한국대기환경학회에서 발행하는 국문학술지로 대기환경분야에서 대표적이다. 격월 발행주기를 갖고 있으며, 한국연구재단 KCI의 등재 학술이다. p-ISSN: 1598-7132, e-ISSN: 2383-5346이다. 
- 한국대기환경학회 ,e-ISSN